# Пета Вільсон
Пета Вільсон (англ. Peta Wilson; 18 листопада 1970) — австралійська акторка і модель, найбільшу популярність здобула головною роллю у серіалі «Її звали Нікіта».

## Біографія
Народилася 18 листопада 1970 року в місті Сідней, Австралія.
Батько Дарсі Вілсон — колишній прапорщик австралійської армії, мати Карлін Вайт — постачальниця провізії, брат Роб Вілсон. Відвідувала католицьку школу для дівчат у Брисбені. Батько служив у найвіддаленіших місцях, і сім'я слідувала за ним. Одного разу вони опинилися в Новій Гвінеї. Там п'ятирічна Пета захворіла на малярію і пролежала в ліжку майже рік. 
З дитинства займалася дзюдо і грала у австралійській національній збірній з нетболу.

## Кар'єра
У 1991 році переїхала до Лос-Анжелеса, працювала моделлю і відвідувала акторські курси. Виконала кілька дрібних ролей у незалежних фільмах — «Невдаха», «Один із нас», «Невловимий», та серіалах «Незнайомці», «Горець». До 1996 року Вільсон була готова виїхати з Лос-Анджелеса, щоб попрямувати в Нью-Йорк з метою продовжити роботу і навчання в театрі. Але перш її агент переконав пройти проби для телесеріалу «Її звали Нікіта». Не сподіваючись отримати роль, вона обійшла більш ніж 200 акторок. Готувалася до зйомок 2 місяці, займаючись тхеквондо, освоїла техніку рукопашного бою та кікбоксингу. Більшість своїх трюків у серіалі Вільсон виконала сама. У 2003 році виконала роль у фільмі «Ліга видатних джентльменів».
З'явилася на обкладинці журналу Playboy в липневому номері 2004 року.

## Особисте життя
з 1997 року Пета Вілсон живе в цивільному шлюбі з англійським режисером Деміаном Гаррісом. У лютому 2002 народила сина Марлоу.

## Фільмографія
| Рік       |    | Українська назва           | Оригінальна назва                     | Роль                 |
| --------- | -- | -------------------------- | ------------------------------------- | -------------------- |
| 1995      | ф  | Гола Джейн                 | Naked Jane                            |                      |
| 1996      | ф  | Невдаха                    | Loser                                 | Аліша Рурк           |
| 1996      | тф | Зізнання жінкі             | Woman Undone                          | реєстратор           |
| 1996      | с  | Незнайомці                 | Strangers                             | Марта                |
| 1996      | с  | Горець                     | Highlander                            | інспектор            |
| 1997—2001 | с  | Її звали Нікіта            | La Femme Nikita                       | Нікіта               |
| 1997      | тф | Невловимий                 | Vanishing Point                       | дівчина на мотоциклі |
| 1997      | ф  | Один із нас                | One of Our Own                        | капрал Дженніфер Вон |
| 1998      | ф  | Печаль сексу               | The Sadness of Sex                    | дівчина його мрії    |
| 2000      | ф  | Милосердя                  | Mercy                                 | Віккі Кітрі          |
| 2001      | тф | Дівчатка у великому місті  | A Girl Thing                          | Алекс                |
| 2001      | тф | Інші люди                  | Other People                          | Гаррієт Стоун        |
| 2002      | тф | Джо та Макс                | Joe and Max                           | Анні Ондра           |
| 2003      | ф  | Ліга видатних джентльменів | The League of Extraordinary Gentlemen | Міна Гаркер          |
| 2004      | тф | Удавання і підступність    | False Pretenses                       | Діана / Ді Ді Мартін |
| 2005      | с  | Джонні Зіро                | Jonny Zero                            | Елі                  |
| 2006      | с  | Плутанина                  | Two Twisted                           | Міша Спаркл          |
| 2006      | ф  | Повернення Супермена       | Superman Returns                      | Боббі-Фей            |
| 2008      | ф  | Нічні сади                 | Gardens of the Night                  | Сара                 |
| 2009      | ф  | Ціна краси                 | Beautiful                             | Шеррі                |
| 2009      | тф | Акули Малібу               | Malibu Shark Attack                   | Гезер                |
| 2010      | кф | Хлопчик на побігеньках     | Errand_boy                            | Джинн                |
| 2010      | с  | Місце злочину: Маямі       | CSI: Miami                            | Аманда               |
| 2012      | с  | Шукач                      | The Finder                            | Поуп                 |
| 2012      | кф | Визволитель                | Liberator                             | Марла Крісвелл       |
| 2014      | ф  | Голландські вбивства       | Dutch Kills                           | Лейді Бішоп          |